# 附貢
附貢，是明清科舉的一種出身。由附生通過捐納方式取得貢生資格者稱“附貢”。與之相似的途徑有廩貢、增貢。通過捐納取得了鄉試、做官的資格，但由於是非正途出身，所以嘗受歧視。

## 简介
明代有岁贡、选贡、恩贡和细贡；清代有恩贡、拔贡、副贡、岁贡、优贡和例贡。清代贡生中，拔贡、恩贡、副贡、岁贡、优贡，此五贡为正途资格出身；另有一种通过纳捐取得的贡生称例贡。例贡是指捐款于官家"援例捐纳"取得贡生资格，分附贡（由附生捐纳的贡生）、增贡（由增生捐纳的贡生）、廪贡（由廪生捐纳的贡生）等。例贡、附贡，属于异途出身，地位较低，被人看轻。